# Уаскар (монитор)
«Уа́скар» (исп. «El Huáscar», англ. «Huascar», в русскоязычных источниках также встречаются названия «Хуаскар» и «Гуаскар») — монитор (броненосец) перуанских, а в дальнейшем — чилийских ВМС. Принимал участие в морских сражениях второй половины XIX века. Непосредственные действия монитора оказали влияние на политическую и военную ситуацию в нескольких южноамериканских странах. Известен также тем, что против него впервые в мировой истории было применено торпедное оружие, а также своим успешным морским тараном в боевых условиях.

## История создания и устройство корабля
В 1864 году между Испанией и её бывшими южно-американскими колониями началась война за контроль над островами Чинча. Чили и Перу в этой войне выступали союзниками. Для действий против испанского флота по личной инициативе президента Перу Хуана Антонио Песета было решено заказать в Англии броненосец (монитор), который был назван «Уаскар» в честь императора инков, воевавшего против Франсиско Писарро.
12 августа 1864 года в Великобританию прибыл чилийский военно-морской офицер, капитан Сальседо (исп. José María Salcedo), который представлял в переговорах о постройке монитора ВМС Перу, союзника Чили. Стоимость корабля (без вооружения) была оценена в 71 000 фунтов стерлингов. Общая постройка корабля обошлась в 81 247 фунтов стерлингов, или 406 325 перуанских песо. Машины и котловое оборудование были заказаны фирме Penn & Sons, артиллерия — компании Armstrong & Co. Конструктором «Уаскара» был британский офицер и инженер Купер Фиппс Кольз (который во время Крымской войны предложил и из подручных средств изготовил вооружённый артиллерией бронированный плот (баржу) «Lady Nancy», в дальнейшем использовавшийся англичанами для бомбардировки Таганрога).
Монитор «Уаскар» представлял собой хорошо бронированный паровой корабль, способный действовать как в прибрежных водах, так и в открытом море. Основное его вооружение составляли два 300-фунтовых (по весу снаряда, 136 кг) орудия Армстронга. Эти 12,5-тонные дульнозарядные пушки были расположены в просторной башне, которую 16 матросов разворачивали на 360 градусов примерно за 15 минут. Из артиллерии были ещё два 40-фунтовых (18 кг) дульнозарядных орудия Армстронга, стоявших на шканцах, 12-фунтовая пушка (5 кг) и картечница Гатлинга. Бронированы были борта, палуба и башня. Специальной формы нос монитора предназначался для тарана. В дополнение к паровой машине мощностью 1650 л. с. монитор имел парусное вооружение бригантины.

## Переход в Перу
После сдачи монитора перуанскому экипажу (механиками на «Уаскаре» были вольнонаёмные иностранцы) командование кораблём принял тот самый чилийский капитан Сальседо, который контролировал строительство монитора на верфи со стороны перуанских ВМС. 20 января 1866 года «Уаскар» направился к берегам Перу. Поход был сложным и занял много времени: сначала монитор больше месяца простоял во французском Бресте, потом 28 февраля «Уаскар» столкнулся с броненосцем «Индепенденсия» (Independencia), в результате чего пришлось ещё месяц ремонтироваться в Рио-де-Жанейро.
Нейтральные страны, сочувствующие Испании, отказывали «Уаскару» в портовом обслуживании и пополнении угольных запасов. Но это не помешало монитору по пути 5 мая у берегов Уругвая захватить и потопить испанскую бригантину «Мануэль» (Manuel), а 7 мая — корвет «Петита Виктория» (Petita Victoria). Пройдя в 10-балльный шторм Магелланов пролив, «Уаскар» прибыл в чилийский порт Анкуд только 7 июня 1866 года, когда боевые действия уже закончились. В порту Вальпараисо, откуда изначально планировалось отправить монитор в составе чилийско-перуанской экспедиции против испанского флота на Филиппины, под своё командование монитор принял перуанский капитан Монтеро (Lizardo Montero).
В феврале 1868 года «Уаскар» принял капитан (в дальнейшем адмирал) Мигель Грау, который оставался его командиром до 1876 года, а в 1879 году на нём же и погиб во время боя.

## «Уаскар» против английского флота

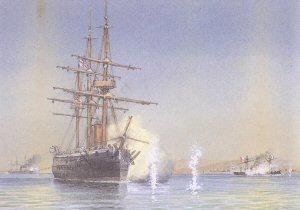
«Huascar» против HMS «Shah»

В середине 1870-х годов в Перу разразилась гражданская война: бывший министр финансов Николас де Пьерола оспаривал власть у президента Мариано Игнасио Прадо.
Среди последователей Пьерола оказались офицеры «Уаскара» Луис Герман Астете (Luis Germán Astete) и Бернабе Карраско (Bernabe Carrasco), которые вечером 6 мая 1877 года в отсутствие на борту командира корабля увели монитор из порта Кальяо в Чили, намереваясь взять там на борт мятежного экс-министра и вернуться с ним в Перу. Всего, вместе с командой монитора и присоединившимся к ним 17 матросами со стоявшего в Кальяо учебного корабля «Апуримак» (Apurimac), а также гражданскими лицами, на борту «Уаскара» было 167 человек. Командование монитором принял Мануэль Карраско — брат Бернабе.
Однако «Уаскар» не имел на борту достаточно угля для планируемого перехода, и мятежный монитор стал «заимствовать» топливо у попадавшихся по пути пароходов: 10 мая в порту Моллендо была ограблена «Санта Роса», 11 мая в открытом море — «Джон Элдер», 12 мая в порту Писагуа — «Имунцина» и 14 мая в открытом же море — «Коломбиа». Кроме того, на борту «Коломбиа» мятежники взяли в плен двух полковников правительственных войск. Все эти корабли принадлежали английской Pacific Steam Navigation Company, которая контролировала значительную часть перевозок вдоль Тихоокеанского побережья Южной Америки. Руководство компании экстренно запросило помощь у командующего Британской Тихоокеанской станцией контр-адмирала де Хорсей, который 16 мая направил телеграфом капитану «Уаскара» требование прекратить действия против английских торговых судов. Копии этой телеграммы раздали на все пароходы Pacific Navigation Company. А уже на следующий день адмирал узнал о захвате угля на «Имунции», почты и пассажиров на «Коломбии», и тут же направил вверенную ему эскадру на перехват «Уаскара».
Под своим командованием де Хорсей имел новейший безбронный фрегат (крейсер) «Шах» и корвет «Аметист». Это были небронированные хорошо вооруженные боевые корабли, показывавшие высокую скорость хода как под парами, так и под парусами.
«Шах» (водоизмещение 6250 т) имел композитный корпус (железный набор, деревянная обшивка), 24 орудия калибром 7" и 9", а также два 16-дюймовых торпедных аппарата (боезапас — 8 торпед Уайтхеда). Штатная численность экипажа, которым командовал капитан Фредерик Джордж Денхэм Бедфорд, составляла 600 человек. Деревянный «Аметист» (1970 т) был вооружён 14 орудиями и имел экипаж 225 человек.
Кроме того, правительство Перу направило против «Уаскара» эскадру под командованием Хуана Гильермо Мура. В эскадру вошли броненосец «Индепенденсия» (3556 т, 14 орудий), корвет «Уньон» (2016 т, 16 орудий), монитор «Атауальпа» (2100 т, 2 орудия, из-за низкой скорости и малой мореходности буксировался пароходом «Лимена») и канонерская лодка «Пилкомайо» (600 т, 5 орудий).
22 мая в чилийском порту Кабихо «Уаскар» принял на свой борт Пьеролу. Кроме того, в Чили были заменены по их желанию два английских инженера из состава экипажа монитора на двух французских. Но два машиниста-англичанина согласились продолжить службу при увеличении зарплаты в полтора раза.
28 мая десант с «Уаскара» при поддержке орудий монитора выбил гарнизон из порта Писагуа. Вечером того же дня произошёл бой между подошедшей эскадрой Мура и «Уаскаром». Маневрируя, почти два часа (до наступления темноты) противники обменивались выстрелами (5 — со стороны «Уаскара», 40 — со стороны «Индепенденсии») с дистанции около мили. Повреждения были минимальны, потери сторон — двое раненых на «Индепенденсии».
29 мая уже англичане обнаружили уходивший в Ило «Уаскар». Имея значительное преимущество в скорости, англичане окружили мятежный монитор около Пунта Колее. Лейтенант Королевского флота Джордж Райнер передал на «Уаскар» ультиматум с требованием сдаться. Превосходство англичан (38 орудий и 825 человек против 5 пушек и 167 человек) было неоспоримым, но перуанцы ответили отказом. Как только катер Райнера отошёл, Пьерола произнес перед экипажем «Уаскара» речь:

Господа! Расходитесь по постам. Наша революция заканчивается. Теперь мы все перуанцы, которые должны защищать свой флаг!
Драться против англичан выразили согласие даже пленные полковники.
Бой произошёл около порта Пакоча, в двух милях от берега, при ясной погоде и спокойном море. Англичане маневрировали, стараясь поразить «Уаскар» со стороны незащищённой бронёй кормы, монитор же старался сблизиться для тарана, одновременно заманивая англичан ближе к скалистому берегу, где из-за большей осадки они могли бы иметь проблемы. Два с половиной часа продолжалось эта баталия, в ходе которой впервые в истории в боевой обстановке была выпущена торпеда. «Шах» произвёл свою торпедную атаку с дистанции 900 ярдов (825 метров), но торпеда была слишком медленная (имела скорость всего лишь в 9 узлов), и «Уаскар» благополучно её избежал.
С наступлением темноты сражение закончилось. В ходе боя со стороны британских кораблей было произведено в общей сложности 427 выстрелов, монитор ответил не более десяти раз. Выглядел он страшно: обе мачты, такелаж, шлюпки были сметены, но серьёзных повреждений, угрожающих его плавучести, корабль не имел. Броня «Уаскара» была пробита всего один раз. Погиб один (сигнальщик Руперто Бехар (Ruperto Bejar)), и было ранено пять человек из экипажа.
Ночью Пьерола приказал идти в Икике, где он намеревался уговорить Мура объединиться с «Уаскаром» против англичан. Мур запросил консультации у Лимы, откуда ему передали предложение для Пьерола о сдаче «Уаскара» при сохранении свободы всем находящимся на борту. После этого мятежный «Уаскар» капитулировал.
Тактические выводы из этих событий сделали англичане: 2 декабря 1878 года «Шах» был заменён на дежурстве броненосецем «Трайомф». Политическим же результатом боя у Пакоча была волна антиправительственных и антибританских выступлений, приведшая 1 июня к отставке правительства Перу. Вплоть до 1879 года де Хорсей считался в Перу persona non grata.

## «Уаскар» против чилийского флота

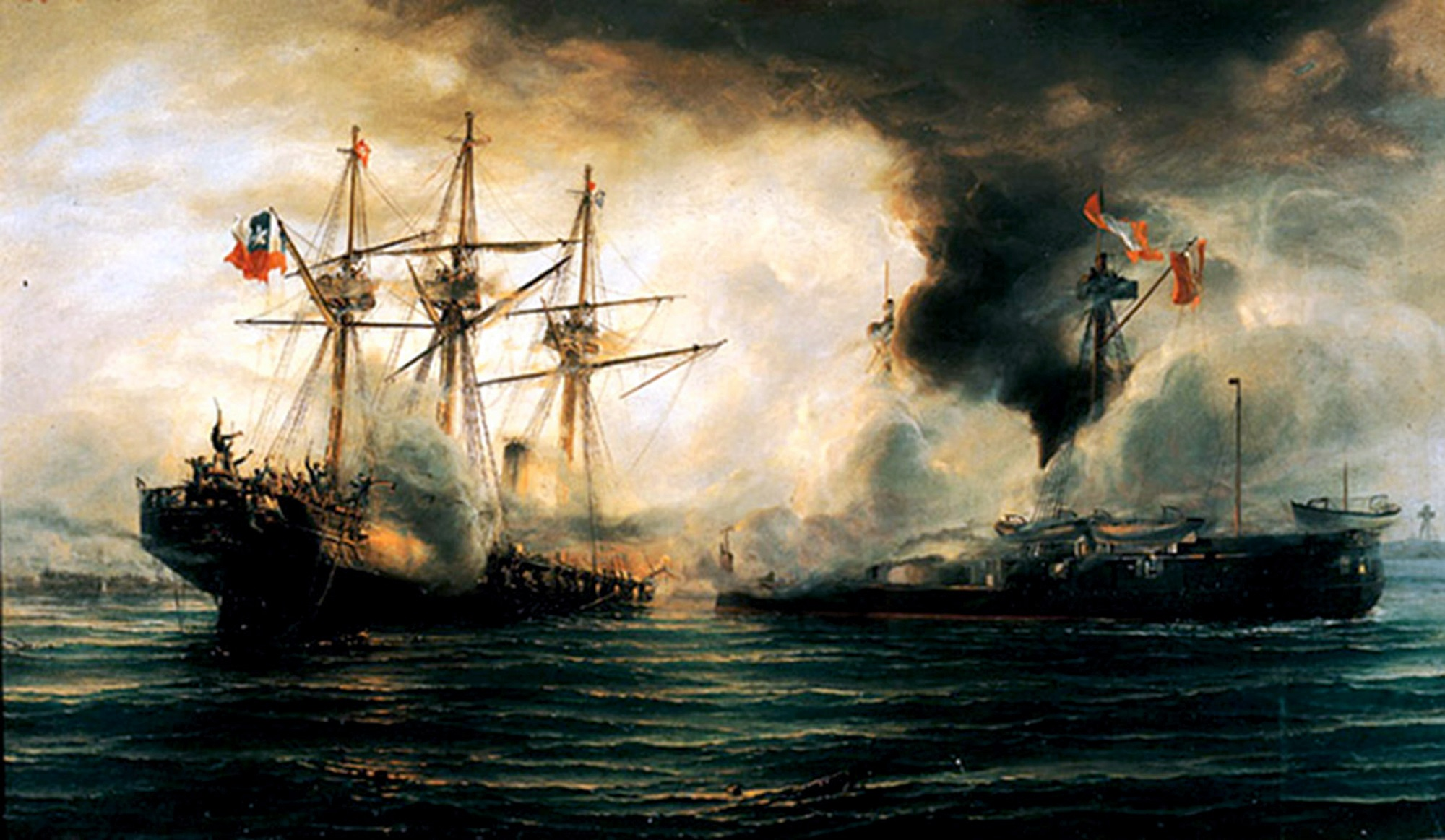
Потопление корвета «Esmeralda» в сражении при Икике 21 мая 1879

В 1879 году началась Вторая Тихоокеанская война между Перу и Боливией — с одной стороны, и Чили — с другой стороны за территорию Антофагаста. В ходе войны «Уаскар» под командованием уже контр-адмирала Мигеля Грау в течение шести месяцев терроризировал чилийское побережье, нападая на транспорты и бомбардируя порты.
За это время «Уаскар»:
- обстрелял и причинил разрушение портам Кобиха, Токопилья, Патильос, Мехильонес, Уанильос, Пунта-де-Лобо, Чаньяраль, Уаско, Кальдера, Кокимбо и Тальталь;
- потопил 16 чилийских транспортов;
- повредил чилийские боевые корабли «Blanco Encalada», «Abtao», «Magallanes» и «Matías Cousiño»;
- захватил в качестве трофеев корабли «Emilia», «Adelaida Rojas», «E. Saucy Jack», «Adriana Lucía», «Rímac» и «Coquimbo»;
- взял на «Rímac» в плен 260 кавалеристов вместе с лошадьми, оружием и снаряжением;
- вернул захваченные ранее чилийцами корабли «Clorinda» и «Caquetá»;
- расстрелял артиллерийскую батарею в Антофагасте.

Так монитор стал серьёзным препятствием для успешного развития наступления чилийских войск на суше. Мигель Грау стал полным адмиралом.
21 мая 1879 года «Уаскар» вместе с броненосцем «Индепенденсия» прибыли в порт Икике, в то время принадлежащий Перу, для снятия блокады, осуществляемой кораблями Чили с 5 апреля 1879. Порт блокировала чилийская флотилия в составе корвета «Эсмеральда», шхуны «Ковадонга» и транспорта «Ламар» с 2500 солдатами на борту. В ходе последующего сражения «Уаскар» сблизился с «Эсмеральдой» и трижды таранил её. Во время тарана капитан «Эсмеральды» Артуро Прат (исп, англ) отдал приказ идти на абордаж, но в шуме боя его услышало только двое матросов, и вскоре эти трое чилийцев погибли в рукопашном бою на палубе «Уаскара».
Чилийский корвет утонул. Всего в этом бою чилийцы потеряли 135 человек погибшими, 62 ранеными против одного погибшего и 7 раненых у перуанцев. 
Несмотря на потерю «Эсмеральды» при Икике, 21 мая празднуется в Чили как День морской славы (El Día de las Glorias Navales) — кроме героического поступка Артуро Прата в тот день, при попытке протаранить «Ковадонгу», села на риф и была впоследствии сожжена своим экипажем «Индепенденсия». Чилийцам стало ясно, что пока «Уаскар» действует на их коммуникациях, их наступление на суше обойдется слишком дорого. Поэтому все силы были брошены на охоту за «Уаскаром».
8 октября 1879 года возле Пунта-де-Ангамос (Punta de Angamos) состоялось морское сражение, в котором «Уаскар» противостоял шести чилийским кораблям, в том числе: казематным броненосцам «Бланко Энкалада» и «Альмиранте Кокрейн».

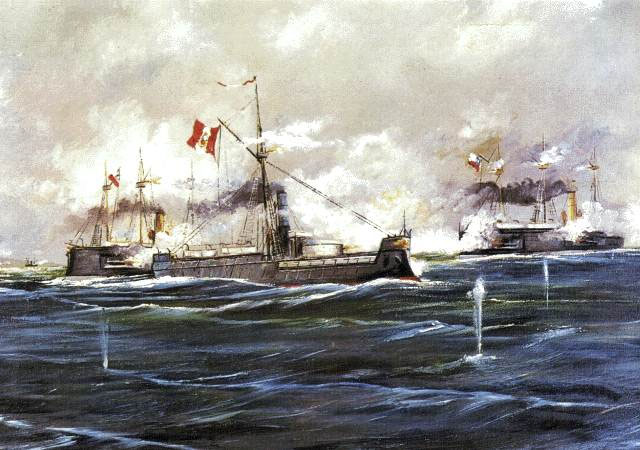
«Huáscar» в битве под Ангамос

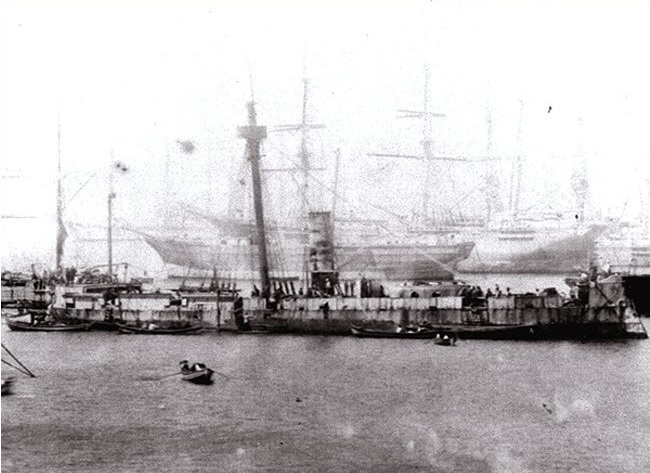
Захваченный чилийцами «Huáscar» в порту Вальпараисо

В этом бою удача отвернулась от Мигеля Грау — чилийский снаряд разорвался на мостике «Уаскара», при этом погибли адмирал и ещё несколько перуанских офицеров. «Уаскар» ещё некоторое время сопротивлялся, но, потерявший всех своих командиров, вскоре сдался противнику. «Уаскар» был отремонтирован чилийцами, и позже, уже в составе чилийского флота, вступил сражение с перуанским монитором «Манко Капак» (Manco Cápac, бывший американский USS Oneota). В этом бою «Уаскар» снова потерял своего командира — погиб чилийский капитан Мануэль Томсон (Manuel Thomson).
Последней кампанией воинственного монитора были его действия под командованием капитана Хосе Мария Санта Крус (José María Santa Cruz) на стороне Конгресса во время гражданской войны 1891 года в Чили.

## Корабль-памятник

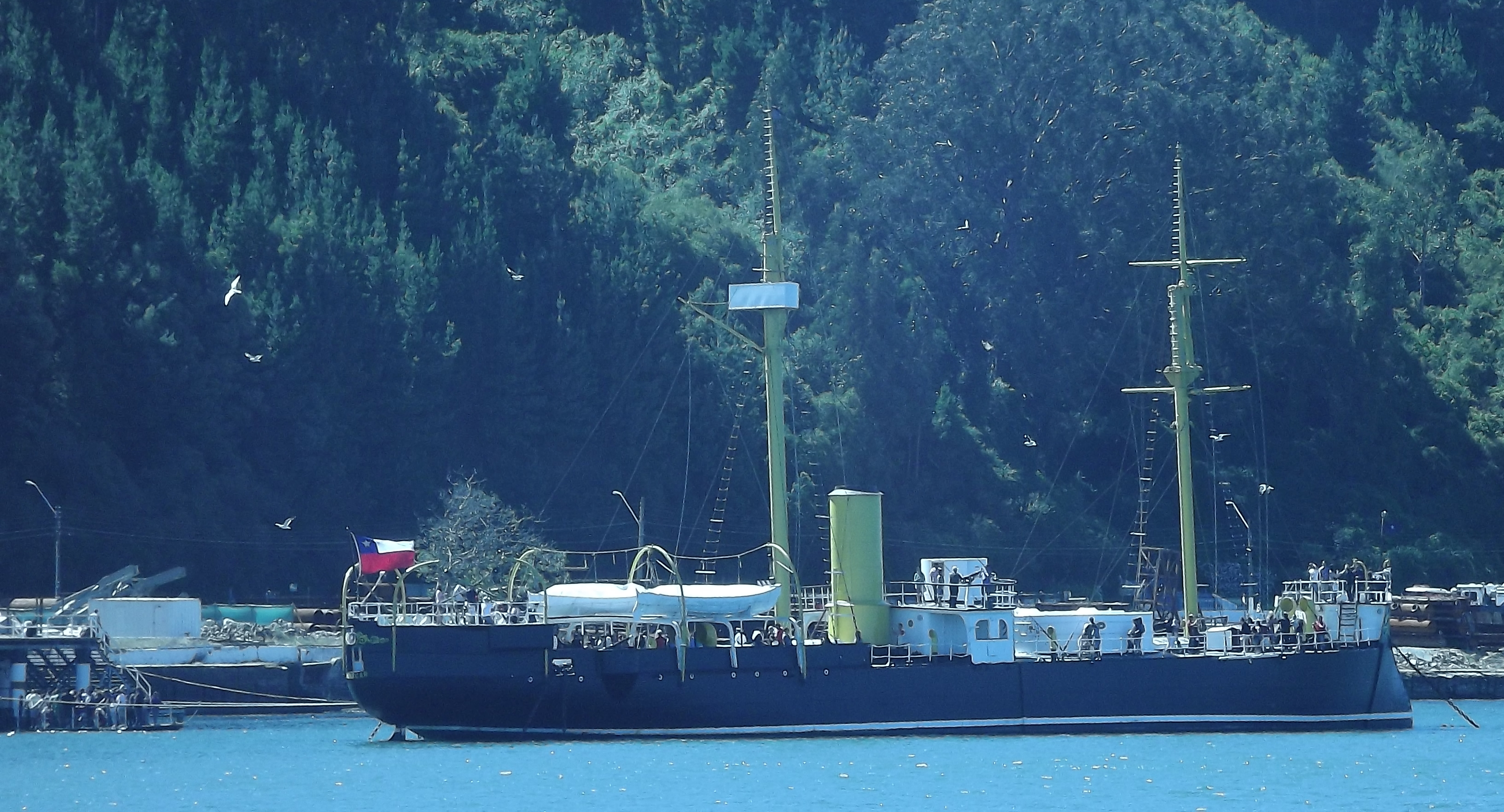
«Уаскар» — корабль-памятник в 2013

«Уаскар» оставил заметный след как в истории Южной Америки, так и в мировой. Чилийцы учредили «Почётную медаль за Сражение при Икике» двух степеней, которой наградили членов экипажей «Эсмеральды» и «Ковадонги». К столетию героических действий «Уаскара» под командованием адмирала Грау в Перу была выпущена серебряная монета (31,1 г) 925 пробы номиналом 5000 песо.
Сам корабль вывели из состава флота после взрыва паровой машины на «Уаскаре» в 1897 году. После ремонта, с 1917 по 1930 год, «Уаскар» был базой для подводных лодок. В 1934 году «Уаскар» стал кораблём-памятником в гавани Талькауано. Был восстановлен облик корабля 1870-х годов, корабль-музей был открыт его для посещений.

## Дополнительные факты
- Применение торпеды против «Уаскара» чуть не стоило де Хорсей карьеры — офицеры его корабля выразили протест командиру, осуждая «негуманные методы морского боя против достойного противника». По возвращении в метрополию де Хорсея обвинили в том, что он своей атакой «подвергал опасности жизни подданных Британской империи, находящихся на борту неприятельского корабля».
- Первая в мире успешная атака торпедами была совершена менее чем через год после торпедного выстрела по «Уаскару»: 14 января 1878 года катера «Чесма» и «Синоп» на Батумском рейде двумя торпедами потопили сторожевой турецкий пароход «Интибах». Курировал отряд катеров будущий адмирал С. О. Макаров.
- После боя у Икике Мигель Грау вернул чилийскому правительству останки, форму, письма любимой жене и саблю Артуро Прата, а также доску палубы, на которой погиб чилийский офицер, которого Грау ставил в пример перуанским офицерам.
- В память о командире «Уаскара» Мигеле Грау назван современный (модернизированный в 1980-х гг.) боевой корабль ВМС Перу — крейсер «Адмирал Грау»[англ.] (типа «Де Зевен Провинсиен»).
- В 1989 году портрет Мигеля Грау был помещён на перуанской банкноте номиналом в 5000 песо.
- В 1979 году на перуанской монете был помещен «Уаскар»